# Álvaro López Miera
El General de Cuerpo de Ejército Álvaro López Miera (La Habana, 26 de diciembre de 1943) es un líder político y militar cubano y se desempeña como ministro de las Fuerzas Armadas Revolucionarias de Cuba (FAR) desde el 15 de abril de 2021. Es un Héroe de la República de Cuba.
López Miera es un veterano de la guerra de guerrillas en Cuba y de guerras en África, en Etiopía y en Angola, y el general de más alto rango de las FAR. Con el paso de los años desarrolló estrechos vínculos con la familia de Raúl Castro y Vilma Espín. Considerado un militar ideológicamente competente, López Miera es un marxista-leninista acérrimo con una perspectiva cultural estrecha.
El gobierno de Estados Unidos, con base en la Ley Magnitsky de Derechos Humanos, sancionó al general López Miera como parte de la brutal represión de la protesta pacífica contra el Partido Comunista de Cuba que inició el 11 de julio de 2021.

## Biografía

### Primeros años
Nacido en La Habana el 26 de diciembre de 1943, en el seno de una familia de republicanos marxistas españoles exiliados que escaparon de la guerra civil española. Luego se radicó en la ciudad de Santiago de Cuba, donde pasó parte de su infancia y asistió a la escuela primaria.
Desde niño colaboró con el Movimiento 26 de Julio, incorporándose a las Fuerzas del II Frente Oriental “Frank País” a los 14 años como combatiente durante la Revolución cubana.

### Carrera militar
Después de la revolución sirvió en las primeras unidades de artillería. En la década de 1970 sirvió en la guerra civil angoleña, participando en acciones combativas en Catofe, Morros del Tongo, Santa Comba, Altohama, Tchipipa, Nova Lisboa, Catata, Caconda, Sá da Bandeira y Cahama. A su regreso, fue nombrado jefe de operaciones de la brigada de artillería de reserva del alto mando.
En 1977, cumplió su segunda misión con el Derg de la República de Etiopía durante la Guerra de Ogadén. Participó en los combates al sur de Harar Cherificale Fedis, al norte de Dire - Dawa, Harewa - Melo, Harewa - Melo, Arabi - Lewinaje, Jijiga - al sur de Ogadén. De 1982 a 1984 estudió en la Academia del Estado Mayor "Voroshilov" de la URSS, al final de la cual comenzó a trabajar como Jefe de Tropas Generales, como Jefe de la División de Infantería y de la Brigada de Tanques. En 1987 regresó a la República Popular de Angola para cumplir su tercera misión internacionalista, esta vez como  Jefe de Tropas Generales, Jefe Sección de Operaciones en la misión militar Jefe de Grupo de cubanos en Cuito Cuanavale y Jefe de la 30 Brigada de Tanques.

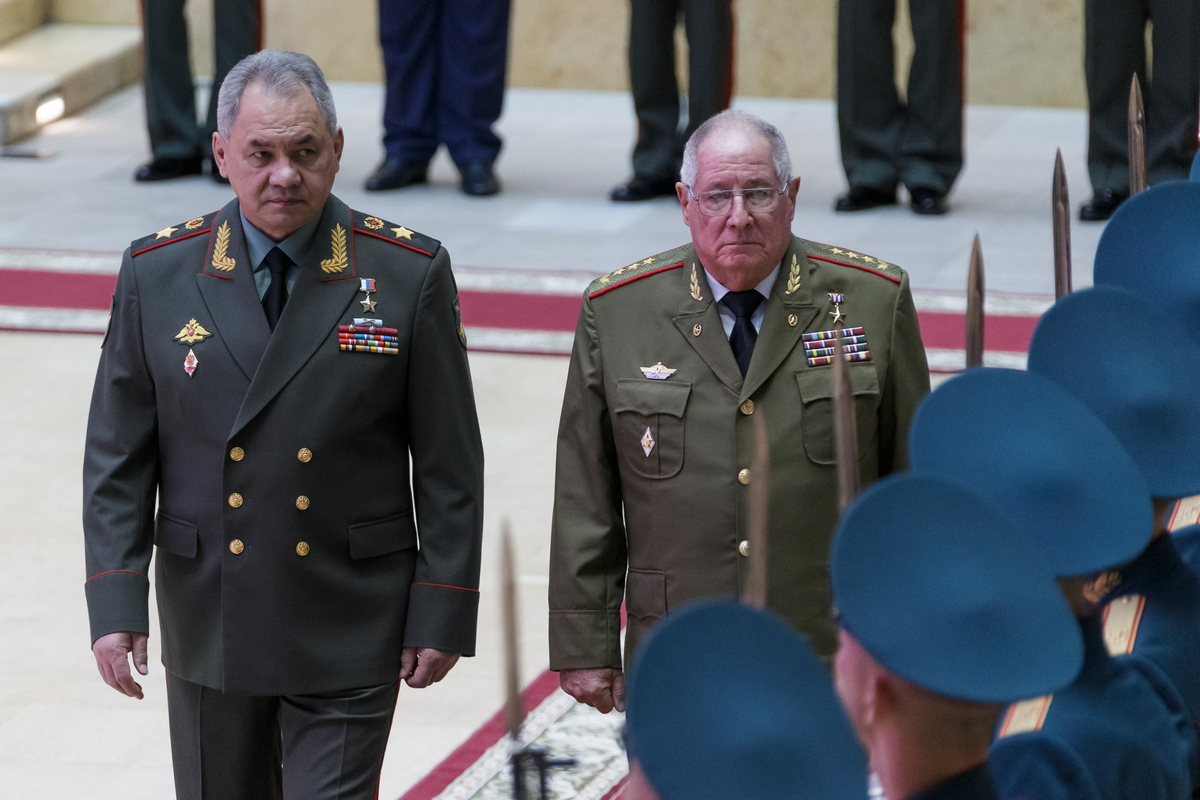
Álvaro López Miera se reúne con su homólogo ruso, Serguéi Shoigú, en Moscú, el 27 de junio de 2023.

Al regresar a Cuba, fue nombrado jefe de Estado Mayor Sustituto del Jefe del Ejército Oriental hasta 1993, cuando fue promovido a subjefe del Estado Mayor General. En 1997 reemplazó al general Ulises Rosales del Toro como Jefe del Estado Mayor General. En 2001 fue promovido al grado de General de Cuerpo de Ejército. El 15 de abril de 2021 Álvaro López Miera asumió como ministro de las FAR, en sustitución de Leopoldo Cintra Frías.
En junio de 2023, el general López Miera viajó a Rusia para discutir proyectos militares conjuntos. Durante su visita a Moscú, donde el general cubano fue recibido con honores militares por su homólogo ruso, el general Sergei Shoigu; en el que afirmó que "Cuba fue y sigue siendo el aliado más importante de Rusia en la región". Ese mismo mes, López Miera viajó a Vietnam, siendo recibido en Hanói por el general Phan Van Giang, ministro de Defensa vietnamita. El 22 de junio se firmó un acuerdo bilateral, mientras ambos países celebraban el aniversario 60 de la fundación del Comité de Solidaridad de Cuba con Vietnam del Sur (septiembre de 1963), antecesor de la actual Asociación de Amistad Cuba-Vietnam, y el aniversario 50 de la Primera visita del líder cubano Fidel Castro a la provincia de Quang Tri (septiembre de 1973) cuando ésta era ocupada por el Ejército Popular de Vietnam durante la Ofensiva de Pascua en la guerra de Vietnam. Al finalizar las conversaciones, el general Phan Van Giang y el general Álvaro López Miera firmaron el plan de cooperación para el período 2023-2025. El viaje de visita de López Miera finalizó con una visita a Bielorrusia.

## Otras informaciones
López Miera es miembro fundador del Partido Comunista de Cuba, siendo delegado del II Congreso al VII, miembro del Comité Central del PCC en 1980 y designado miembro del Politburó del Partido Comunista de Cuba en 1997. Es Diputado a la Asamblea Nacional del Poder Popular. El 15 de abril de 2021 fue ascendido al cargo de ministro de las FAR. Fue condecorado en Moscú por la Unión Rusa de Veteranos de Angola.
El 22 de julio de 2021, López Miera fue agregado a la lista de sanciones de la OFAC de Estados Unidos por la violenta represión de las protestas prodemocráticas que tuvieron lugar en Cuba a partir del 11 de julio de 2021. En el verano de 2023, el general Álvaro López Miera, ministro del MINFAR, y el ministro del MININT, general Lázaro Alberto Álvarez Casas, se convirtieron en las principales autoridades de Cuba —con la contribución del general semirretirado Raúl Castro—. El general López Miera es un comunista de línea dura con devoción a preservar el legado revolucionario de Fidel Castro.

## Condecoraciones
El Consejo de Estado le confirió el título honorífico de Héroe de la República de Cuba. Ostenta además:
- Orden "Camilo Cienfuegos",
- Orden "Antonio Maceo"
- Orden "Ernesto Guevara" de tercer grado

Medallas:
- "Combatiente de la Guerra de Liberación"
- "Internacionalista" de Primera Clase
- "Ignacio Agramonte" primera clase
- "Por el Servicio Ejemplar en las FAR"
- "Combatiente de la Producción y la Defensa"
- "Por la defensa de Cuito Cuanavale".
- "Victoria Cuba - RPA"
- "Fraternidad Combativa"

Medallas conmemorativas:
- "20 Aniversario de las FAR"
- "30 Aniversario de las FAR"
- "40 Aniversario de las FAR"
- "50 Aniversario de las FAR"
- "60 Aniversario de las FAR"
- "XX Aniversario".

Así como otras condecoraciones nacionales y extranjeras.